# Червеногърба миша птица
Червеногърбата миша птица (Colius castanotus) е вид птица от семейство Птици мишки (Coliidae). Видът е незастрашен от изчезване.

## Разпространение
Разпространен е в Ангола и Демократична република Конго.